# 华东政法大学附属中学
华东政法大学附属中学简称华政附中，是位於中國上海市長寧區番禺路的一所公办完全中学。
1954年10月，上海市番禺中学成立，因地处番禺路270号而得名。1958年9月，番禺中学的高中部改为冶金硅酸盐专科学校。1959年2月，恢复为完全中学。2009年，學校被评为长宁区实验性示范性学校。同年12月，學校与华东政法大学联合办学，學校更名为华东政法大学附属中学。2018年4月，學校被評為上海市特色普通高中。